# Estação Estácio
Estácio é uma estação de metrô do Rio de Janeiro.

Possui 2 acessos: 
- Acesso A - Prefeitura
- Acesso B - Paulo de Frontin

## História e Localização
Foi inaugurada em 1980 a estação de integração da linha 1 e linha 2. Por dia passam cerca de 80 mil pessoas e a grande maioria faz transferência para a Linha 2.
Em novembro de 2010, com a inauguração da Estação Cidade Nova e a extensão da Linha 2 até Botafogo, Estácio deixava de ser estação de transferência entre as linhas 1 e 2 nos dias úteis, mantendo o serviço de integração entre as duas linhas somente nos fins de semana e feriados. Nos dias úteis, as transferências entre as linhas podem ser feitas entre as estações Central do Brasil / Centro e Botafogo.
Em dezembro de 2023, Estácio deixa de ser uma estação de transferência entre as linhas 1 e 2 aos fins de semanas e feriados, fazendo com a que Linha 2 siga até Botafogo ou General Osório / Ipanema. Esse novo modelo operacional começou junto com a Operação Verão e permanece posteriormente.
Quando houver manutenções preventivas (na via) ou necessidades de ajustes operacionais , a transferência entre as Linhas 1 e 2 será no Estácio.

## Tabelas
| Sigla | Estação | Inauguração | Capacidade                   | Integração                                | Plataformas        | Posição     | Notas |
| ----- | ------- | ----------- | ---------------------------- | ----------------------------------------- | ------------------ | ----------- | ----- |
| ESA   | Estácio | 1980        | 80 mil passageiros hora/pico | Integração eventual entre as linhas 1 e 2 | Laterais e Central | Subterrânea |       |